# 506 Marion
506 Marion هو كويكب، يقع ضمن حزام الكويكبات. اكتشف في 17 فبراير 1903. وقد اكتشفه رايموند سميث دوغان.

## روابط خارجية
- 506 Marion في قاعدة بيانات مختبر الدفع النفاث لأجرام النظام الشمسي الصغيرة

- الاكتشاف · مخطط المدار ·  العناصر المدارية · المعلمات المادية

- 506 Marion على موقع ويكي سكاي: DSS2, SDSS, GALEX, IRAS, Hydrogen α, X-Ray, Astrophoto, Sky Map, Articles and images